# Каджиано, Антонио
Анто́нио Каджиа́но (исп. Antonio Caggiano; 30 января 1889, Коронда, Аргентина — 23 октября 1979, Буэнос-Айрес, Аргентина) — аргентинский кардинал. Епископ Росарио с 13 сентября 1934 по 19 августа 1959. Архиепископ Буэнос-Айреса и примас Аргентины с 19 августа 1959 по 22 апреля 1975. Ординарий верных восточного обряда в Аргентине с 15 августа 1959 по 21 апреля 1975. Военный ординарий Аргентины с 14 декабря 1959 по 7 июля 1975. Кардинал-священник с 18 февраля 1946, с титулом церкви Сан-Лоренцо-ин-Панисперна с 22 февраля 1946. Кардинал-протопресвитер с 17 декабря 1978.

## Связи с нацистами
После Второй мировой войны активно содействовал переправке европейских нацистских деятелей в Аргентину. Именно Каджиано помог бежать в Южную Америку франко-аргентинцу Шарлю Леска, члену французской католической организации «Аксьон франсез».